# أليس إدواردو
أليس إدواردو هي سيدة أعمال فلبينية، ولدت في 20 مارس 1965.